# Leptogenys bubastis
Leptogenys bubastis é uma espécie de formiga do gênero Leptogenys, pertencente à subfamília Ponerinae.